# Eriocaulon misionum
Eriocaulon misionum är en gräsväxtart som beskrevs av Alberto Castellanos. Eriocaulon misionum ingår i släktet Eriocaulon och familjen Eriocaulaceae. Inga underarter finns listade i Catalogue of Life.